# Хряев, Василий Ильич
Василий Ильич Хряев (4 июня 1916 — 16 июля 1943) — советский лётчик-ас истребительной авиации ВВС Черноморского флота в годы Великой Отечественной войны, Герой Советского Союза (23.10.1942). Капитан (29.10.1942).

## Биография
Родился 4 июня 1916 года в деревне Печерники ныне Зарайского района Московской области. С 1926 года жил в Москве. Окончил школу фабрично-заводского ученичества. Работал слесарем на механическом заводе. 
В Военно-морском флоте с августа 1936 года.  В октябре 1936 года окончил Военную школу лётчиков и лётчиков-наблюдателей морской и сухопутной авиации имени Сталина в городе Ейске. Служил в ВВС Черноморского флота: младший лётчик 8-го истребительного авиаполка ВМФ, с марта 1940 года — младший лётчик 32-го истребительного авиаполка ВМФ. С июня 1941 года — пилот-инструктор 3-го смешанного учебного резервного авиационного полка.
Участник Великой Отечественной войны с сентября 1941 года. Воевал пилотом в 101-й отдельной истребительной авиационной эскадрильи, в октябре 1941 года стал командиром звена. С января 1942 года — заместитель командира эскадрилью 11-го штурмового авиационного полка ВМФ. С мая 1942 года — заместитель командира эскадрильи 9-го истребительного авиационного полка ВВС ЧФ. Летал на истребителях И-16, Як-1 и ЛаГГ-3. 4 июня 1942 года был ранен в воздушном бою, после лечения в госпитале вернулся к боевой работе. 
К началу июня 1942 года командир эскадрильи 9-го истребительного авиаполка 11-й штурмовой авиадивизии ВВС Черноморского флота старший лейтенант Василий Хряев совершил 201 боевой вылет, в 56 воздушных боях уничтожил 8 вражеских самолётов лично и 7 в группе. Эскадрилья под его командованием сбила 71 самолёт противника. Основную часть этих подвигов совершил при обороне Севастополя. За эти подвиги был представлен к званию Героя.
Указом Президиума Верховного Совета СССР от 23 октября 1942 года «за образцовое выполнение боевых заданий командования на фронте борьбы с немецкими захватчиками и проявленные при этом отвагу и геройство» Хряеву Василию Ильичу присвоено звание Героя Советского Союза с вручением ордена Ленина и медали «Золотая Звезда».
С июля 1942 года воевал командиром эскадрильи в том же полку. Участвовал в битве за Кавказ.
Всего произвел 289 боевых вылетов, провел 70 воздушных боёв в которых сбил 16 самолётов противника: 9 лично и 7 в группе.
16 июля 1943 года погиб в воздушном бою, в одиночку прикрывая группу штурмовиков от четверки немецких истребителей. Самолёт упал в море в районе 20 км южнее Южной Озерейки. Посмертно награждён орденом Отечественной войны 1-й степени.

## Награды
- Герой Советского Союза (23.10.1942)
- Два ордена Ленина (29.01.1942, 23.10.1942)
- Орден Отечественной войны 1-й степени (6.09.1943, посмертно)
- Медаль «За оборону Севастополя» (1943).

## Память
- Приказом Министра обороны СССР навечно зачислен в списки воинской части Военно-Воздушных Сил Черноморского флота.
- На родине, в деревне Печерники в Зарайском районе Московской области на здании школы, где учился Герой, установлена мемориальная доска, а самой школе присвоено имя В. И. Хряева.
- На аэродроме в Геленджике установлена мемориальная доска.
- Также в Евпатории на доме № 7 по улице Перекопской (где он жил во время службы) установлена мемориальная доска.
- Имя Героя выбито на памятнике защитникам Севастополя 1941-1942 гг. на площади имени адмирала Нахимова в Севастополе.
- На Аллее Героев города Зарайска установлена памятная плита с портретом В. И. Хряева.
- Именем Героя названа улица в Анапе.